# Кіпчинці

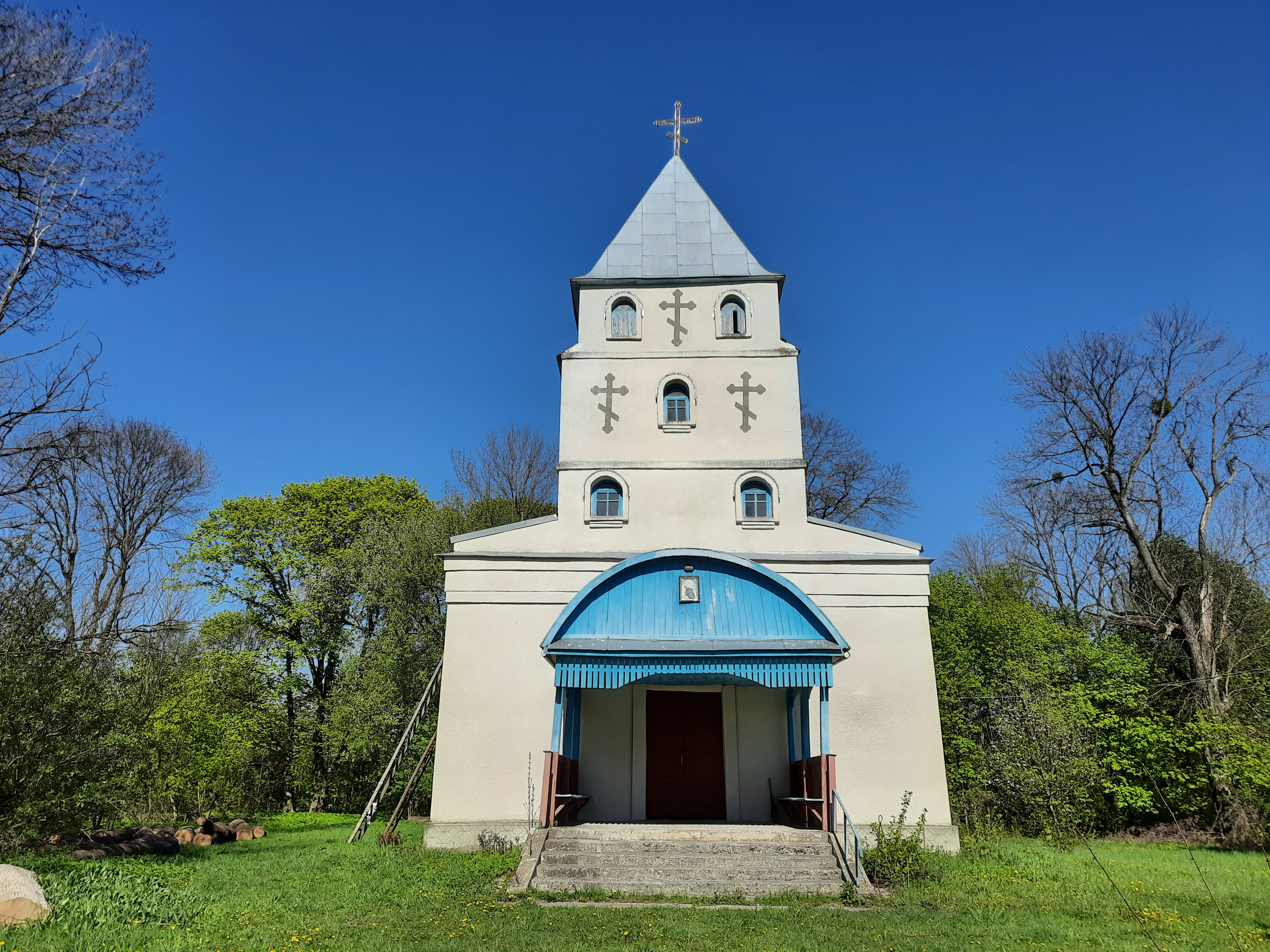
Церква Різдва Богородиці

Кіпчи́нці — село в Україні, у Полонській міській громаді Шепетівського району Хмельницької області. Населення становить 304 осіб.

## Історія
Згідно з інвентарем 1620 року маєтностей князів Острозьких, що описував князівські двори після татарського нападу, зафіксовано в замкових Купчинцях великий будинок, який складався з «ізби», кімнати, сіней, двох комор і пекарень. На території Купчинецького двору були сирник, стайня, гумно з клунею, пекарня, відгодівельний хлів, три обори та загін для худоби, бровар і винниця. Село тоді входило до Полонської волості.
З 1648 року Кіпчинці входили до Полонської сотні козацького Волинського полку в Українській державі Богдана Хмельницького.
7 (20) листопада 1917 року, відповідно до Третього Універсалу Української Центральної Ради, увійшло до складу Української Народної Республіки.
Село постраждало в часі Голодомору 1932—1933 років, за різними даними, померло до 60 осіб.
12 червня 2020 року, відповідно до розпорядження Кабінету Міністрів України № 727-р «Про визначення адміністративних центрів та затвердження територій територіальних громад Хмельницької області», увійшло до складу Полонської міської територіальної громади.
19 липня 2020 року, в результаті адміністративно-територіальної реформи та ліквідації Полонського району, село увійшло до складу Шепетівського району.

## Населення
Згідно з переписом УРСР 1989 року чисельність наявного населення села становила 381 особа, з яких 168 чоловіків та 213 жінок.
За переписом населення України 2001 року в селі мешкали 303 особи. 100 % населення вказало своєю рідною мовою українську мову.